# Armagilo
Armagilo, anche Arthmael o Armel (VI secolo – Ploërmel, 570), è stato un abate britanno, venerato come santo dalla Chiesa cattolica.

## Biografia
Nacque forse nel Galles meridionale, secondo la tradizione, alla corte di re Artù. Era infatti figlio di re Hoel I Mawr (nipote proprio di Artù). Stando alla Vita, scritta su di lui nel XII secolo, avrebbe studiato sotto la guida dell'abate Carentmael. 
Armagilo decise di andare a predicare il Cristianesimo nell'odierna Francia. Giunto in Bretagna, fondò il monastero di Plouarzel (sulla costa occidentale bretone). La comunità fu ben presto minacciata da Conmaro, che aveva ucciso Jona, capo della tribù locale. Armagilo si recò allora a Parigi per chiedere l'aiuto del merovingio Childeberto I, re dei franchi. Nel 555, dopo che Conmaro era stato ucciso dal figlio di Jona, Armagilo tornò in Bretagna, dove nei pressi di  Rennes costruì l'abbazia e il villaggio di Saint-Armel-des Bochaux.
Armagilo rimase in Bretagna fino alla morte; morì attorno al 570 nel monastero di Ploërmel. Il suo culto, ampiamente diffuso sia in Bretagna che in altre regioni della Francia, si sviluppò anche in Inghilterra durante il regno di Enrico VII (1457-1509). Nel 1498 il suo nome fu introdotto nel Messale di Salisbury.
Secondo gli storici Chris Barber e David Pykitt, sarebbero esistiti due Armagilo, spesso confusi:
- Mael (alias Arthmael), il figlio di re Hoel che si recò nel Galles del nord con san Cadfan e che fondò la chiesa di Corwen nel Meirionydd;
- Athrwys ap Meurig (sant'Armagilo), la cui biografia è connessa con quella di re Artù.